# Juarez Moreira
Juarez Moreira (Guanhães, Minas Gerais, 1954) é um compositor, violonista, guitarrista, produtor e arranjador brasileiro.

## Carreira
Iniciou-se na música como autodidata em sua cidade natal, Guanhães (MG), desde os 12 anos, atraído pela bossa nova, pelo jazz e pelos clássicos, em especial por Johann Sebastian Bach, cuja influência se faz notar até hoje em suas composições e improvisações. Mudando com a família para Belo Horizonte, começou sua carreira profissional com o pianista e compositor Wagner Tiso em 1978 e tornou-se um músico respeitado como solista desde então. Trabalhou com grandes nomes da música, como Milton Nascimento, Maria Bethânia, Lô Borges, Toninho Horta e Paulo Moura. Nos anos 80, integrou importante grupo de música instrumental, o grupo Vera Cruz, ao lado de Mauro Rodrigues, Esdra Ferreira, José Namen e Yuri Popoff. Ganhou em 1989 o prêmio nacional Concorrência FIAT e, em 1991, foi convidado a se apresentar no Free Jazz Festival do Rio de Janeiro. Seus álbuns incluem Nuvens Douradas, Aquarelas e Samblues; fez sua estréia internacional em 1998, nos Estados Unidos, em 1989, com a gravação do álbum Bom Dia. 

## Discografia
- Bom Dia (1989), (lançado originalmente em vinil em 1989, e relançado em CD em 1997)
- Nuvens Douradas (1995), (Juarez Moreira interpreta músicas de Tom Jobim, com participação especial do baixista Arthur Maia)
- Aquarelas (1996) com o saxofonista Nivaldo Ornelas & Orquestra de Câmara Sesiminas (músicas de Ary Barroso)
- Instrumental no CCBB (1997) com a violonista Badi Assad (gravado ao vivo no Centro Cultural Banco do Brasil)
- Samblues (1997)
- Good Morning (1998), (álbum "Bom Dia", relançado para o mercado norte americano em 1998)
- Quadros Modernos (2000) com os violonistas Toninho Horta & Chiquito Braga (trio de violões, produzido por Nivaldo Ornelas)
- Solo (2003), (Juarez Moreira interpreta clássicos da música brasileira e americana para violão solo)
- Juá (2007)
- Bim Bom:The Complete João Gilberto Songbook (2009) com a vocalista Ithamara Koorax (músicas de João Gilberto)
- Riva: Juarez Moreira Violão Solo (2010), (Juarez Moreira interpreta suas composições clássicas para violão solo, com quatro temas ineditos)
- Juarez Moreira: Ao Vivo no Palácio das Artes (2011), (participação especial do Quarteto Taron)
- Castelo (2013) com o trompetista Peter Scharli, e o pianista Hans Feigenwinter (álbum gravado na Suiça, em formato de trio)
- Cuerdas Del Sur (2018) com os violonistas Toninho Horta, Chiquito Braga, Luiz Salinas, e o baixista Cristian Galvez (violão sul americano)
- Cine Pathé: Letra & Música (2018), (músicas de Juarez Moreira com letra, interpretadas por grandes nomes da MPB)

## Participações
- Aleluia Bossa Nova (1978)
- Fernando Oly: Tempo Pra Tudo (1981)
- Pacífico Mascarenhas: Sambacana V (1981)
- João Carlos & Zé Augusto: Nem a Nem b (1981)
- Milton Nascimento: Anima (1982)
- Celso Adolfo: Coração Brasileiro (1983)
- Célio Balona: Imagens (1983)
- Tadeu Franco: Cativante (1983)
- Alexandre Salles: Homem de Plástico (1984)
- Toninho Horta: Diamond Land (1988), (tema: "Diamantina" do álbum "Bom Dia" de 1989 sem a participação de Juarez Moreira na parte instrumental)
- Pacifico Mascarenhas: Sambacana VI Praça da Savassi (1988)
- Marku Ribas: Autoctone (1991)
- Valdênio: Esquinas e Bares (1992)
- Eduardo Delgado: Fábrica de Música (1992)
- Claudio Mourão: Cuma-É (1992)
- Fernando Muzzi: Corpos (1993)
- Robertinho Brant: Lugares (1994)
- Paulinho Pedra Azul: Quarenta (1994), (arranjo de Juarez Moreira para o tema: "Os Mistérios da Paixão")
- Celso Adolfo: Brasil Nome de Vegetal (1994), (tema: "Depois do Amor" parceria de Juarez Moreira com Celso Adolfo, álbum "Bom Dia" de 1989)
- Flávio Henrique: Primeiras Estórias (1995)
- José Namen: D'aqui (1996)
- Selmma Carvalho: Selmma Carvalho (1996), (tema: "Bom Dia" do álbum "Bom Dia" de 1989)
- Ladston do Nascimento: Anjim Barroco (1998)
- Renato Motha: Amarelo (1998)
- Yuri Popoff: Era Só Começo Nosso Fim (1999), (tema: "Rússia", inédito)
- Simone Guimarães: Aguapé (1999) (tema: "Baião Barroco" com letra e novo titulo "Cavalo Marinho" do álbum "Bom Dia" de 1989)
- Affonsinho: Zum Zum (2000)
- Clovis Aguiar: Cumplicidade (2001)
- Cliff Korman Quartet: Bossa Jazz - Vol I (2001)
- Cliff Korman Quartet: Bossa Jazz - Vol II (2002)
- Flavio Henrique & Chico Amaral: Livramento (2002)
- Edu Negrão: Tempo Bom (2002)
- Arthur Maia: Planeta Música (2002), (tema: "Depois do Amor" do álbum "Bom Dia" 1989)
- Suzana & Bob Tostes: Sessão Dupla / Novas Bossas (2002)
- Ladston do Nascimento: Simbora, João! (2003)
- Ladston do Nascimento: A Voz do Coração (2003), (álbum "Anjim Barroco" reedição)
- Heikki Sarmanto: Horizons - A Lua Luará (2003)
- Antônio Carlos Bigonha: Azulejando (2004)
- Amaranto: Brasilêro (2004), (tema: "É So Uma Canção", parceria de Juarez Moreira com Édil Guedes)
- Cléber Alves: Revinda (2005), (temas: "Samba Pra Toninho" e "Choro Pro Guinga" a 1ª do álbum "Bom Dia" de 1989 e a 2ª do álbum com Badi Assad de 1997)
- Violões de Minas (2005), (documentário produzido pelo violonista Geraldo Vianna, contando a trajetória do violão mineiro, lançado em DVD)
- Tabajara Belo (2006), (tema: "Baião Barroco" do álbum "Bom Dia" de 1989)
- Celso Moreira: Autoral (2008)
- Anthonio: Bricabraque (2008), (Dois temas de Juarez Moreira ganham letra do compositor Antenor Pimenta, "Você chegou Sorrindo" do álbum "Samblues" de 1997 e "Baião Barroco" do álbum "Bom dia" de 1989)
- Pacifico Mascarenhas: Standards - As Músicas Que Tocavam Nas Festas (2009)
- Chico Lessa: No Tom de Sempre (2009)
- Thiago Delegado: Serra do Curral (2010)
- Antônio Carlos Bigonha: Urubupeba (2010)
- Dudu Lima: Cordas Mineiras (2010), (Tema: "Baião Barroco" do álbum "Bom Dia" de 1989)
- Esdra Ferreira (Neném): Coração Tambor (2011)
- Déa Trancoso: Serendipity (2011)
- Luiz Marques: Mira Certa (2011)
- Bob Tostes, Marcelo Gaz & Convidados: Horizonte (2011)
- Valéria Val: De Nossas Histórias (2011), (temas: "Valsa Pra Maria" do álbum "Bom Dia" de 1989, e dois temas inéditos em parceria com o letrista Chico Amaral, "E Agora" e "Marítima").
- Celso Moreira: Cenas Brasileiras (2012)
- Chico Amaral: Províncias (2012), (tema: "Samblues" do álbum Homônimo de 1997)
- Ezequiel Lima: Continental Dancing (2013)
- Thiago Delegado Trio: ao vivo no Museu de Arte da Pampulha (2013), (dois temas em parceria com Juarez Moreira "De Caratinga a Guanhães" e "Norte")
- Marcello Dinis: Esperanto Banto (2013)
- Avanti Guitar Trio: Sylvan Winds (2014), (tema: "Diamantina" do álbum "Bom Dia" de 1989 sem a participação de Juarez Moreira na parte instrumental)
- João Angelo: Atlântico/Arraial (2014)
- Celso Moreira (2014), (concerto do violonista Celso Moreira, participação especial de Juarez Moreira & Célio Balona, lançado em DVD)
- Carlos Walter: Calendário do Afeto (2015), (texto de apresentação, escrito por Juarez Moreira)
- José Namen: Identidade (2015)
- Tributo a Fernando Brant (2015)
- Catina DeLuna & Otmaro Ruiz: Lado B Brazilian Project (2015), (tema: "Cavalo Marinho" do álbum "Bom Dia" de 1989)
- Fernando Kavera Cesar Gontijo: Prelúdios, Sonatas e Serenatas para Violão Solo (2016)
- Elcio Lucas: Vago Universo (2016)
- Violão no Forró vol. 3 (2017)
- Toca de Tatu: Afinidade (2018), (tema: "Trópicos" do álbum "Juá" de 2007)
- Toninho Horta & Orquestra Fantasma: "Belo Horizonte" (2019)

## Compilações
- Violões do Horizonte (1999)
- Jazz Brazilia: New Wave Acoustic Jazz And Beyond (2001)
- Brazil 500: Bossa, Samba And Beyond (2001)
- O Som Instrumental De Minas (2001)
- Rumos: Brasil da Música - Volume 07 (2005)
- Bar Buenos Aires: Viento, Luz, Agua (2012)
- Violão Ibérico (2013)
- Motéma Music Decade One (2014)

## Videografia
- Juarez Moreira: Ao Vivo no Palácio das Artes (2011)